# Beate Uhse

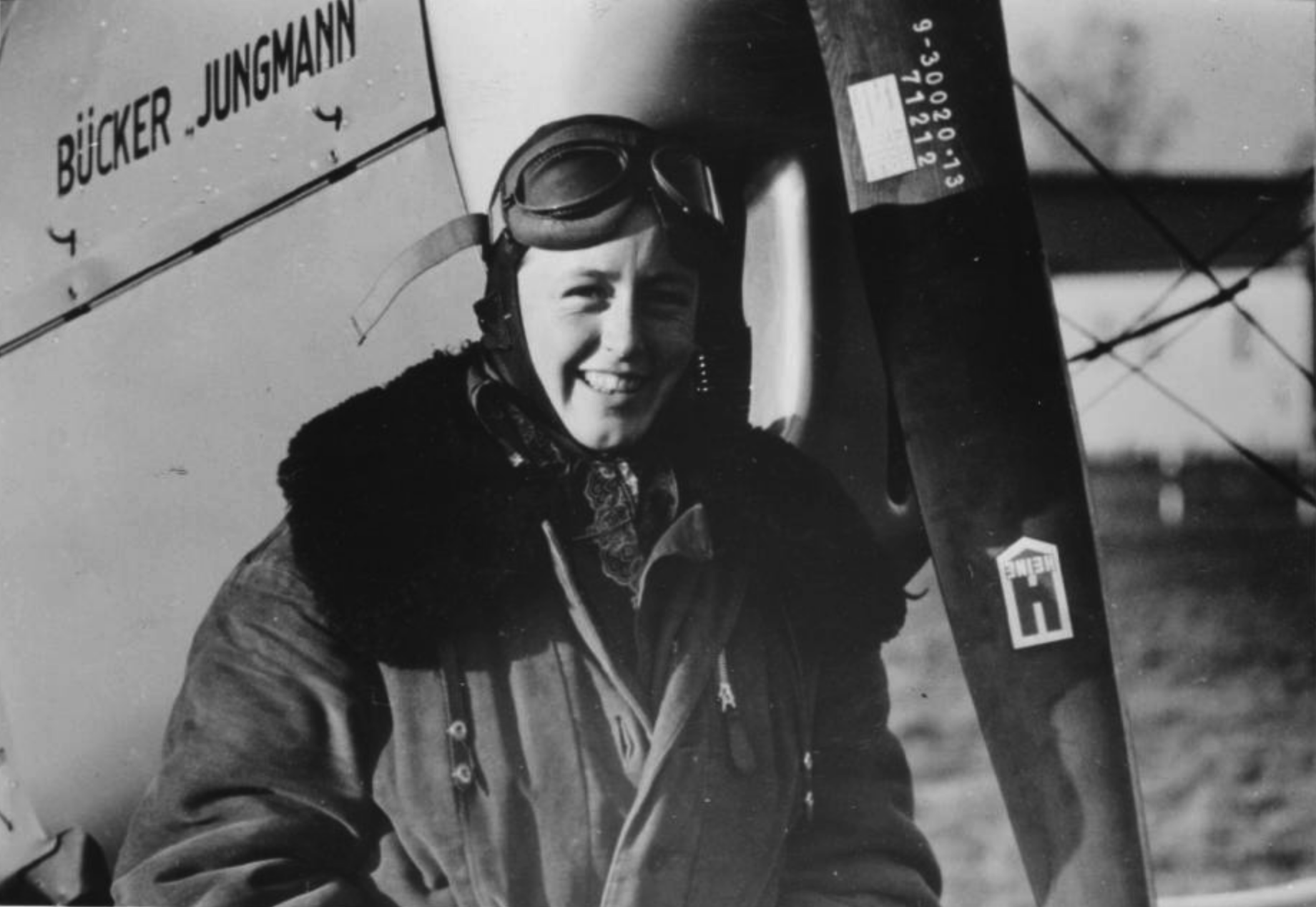
Beate Uhse in 1937

Beate Uhse (Cranz, 25 oktober 1919 – Sankt Gallen, 16 juli 2001), geboren als Beate Köstlin, eigenlijk Beate Rotermund-Uhse, was een Duitse kunstvlieg-piloot en ondernemer. Na de Tweede Wereldoorlog opende zij de eerste seksshop ter wereld. Beate Uhse AG is een grote speler geworden in de erotische toebehoren. In Duitsland is een erotisch tv-kanaal naar haar genoemd (Beate Uhse.tv).
Als jongste dochter van agrariër Otto Köstlin en arts Margarete Köstlin-Räntsch kreeg ze onderwijs in een internaat. Thuis werd al op jonge leeftijd over seksualiteit gesproken. Op zestienjarige leeftijd ging ze voor een jaar als au pair naar Engeland om Engels te leren spreken. In 1939 trouwde ze haar vliegleraar Hans-Jürgen Uhse. In 1943 kregen zij een zoon, maar in 1944 verongelukte Hans-Jürgen Uhse in een botsing tussen twee vliegtuigen. In 1949 hertrouwde ze met Ernst-Walter Rotermund, met wie ze nog twee zonen kreeg. In 1983 werd bij Uhse maagkanker geconstateerd, waartegen ze succesvol werd behandeld.

## Piloot
Ze maakte op 7 augustus 1937 haar eerste vlucht, en behaalde op haar 18e verjaardag haar A2-vliegbrevet. Als werknemer bij Bücker Flugzeugbau leerde ze allerlei soorten vliegtuigen besturen. Ook vloog zij voor een filmmaatschappij verschillende vliegtuigen, als stand-in voor de hoofdpersoon uit de film.
Tijdens de oorlog kon ze niet verder als burgerpiloot en nam ze dienst bij de Luftwaffe waar ze uiteindelijk als kapitein-vlieger in een ferryunit vele verschillende typen vliegtuigen (o.a. de Stuka, Messerschmitt Bf 109 en 110, en zelfs de eerste straaljager Messerschmitt Me 262) naar het front moest vliegen.
In april 1945 was zij een van de laatste piloten die Berlijn konden ontvluchten, waarna ze door de Britten gevangen werd genomen. Na de oorlog was het voormalige Luftwaffe-piloten niet toegestaan weer te vliegen, waardoor ze op zoek moest naar ander werk.

## Zakenvrouw

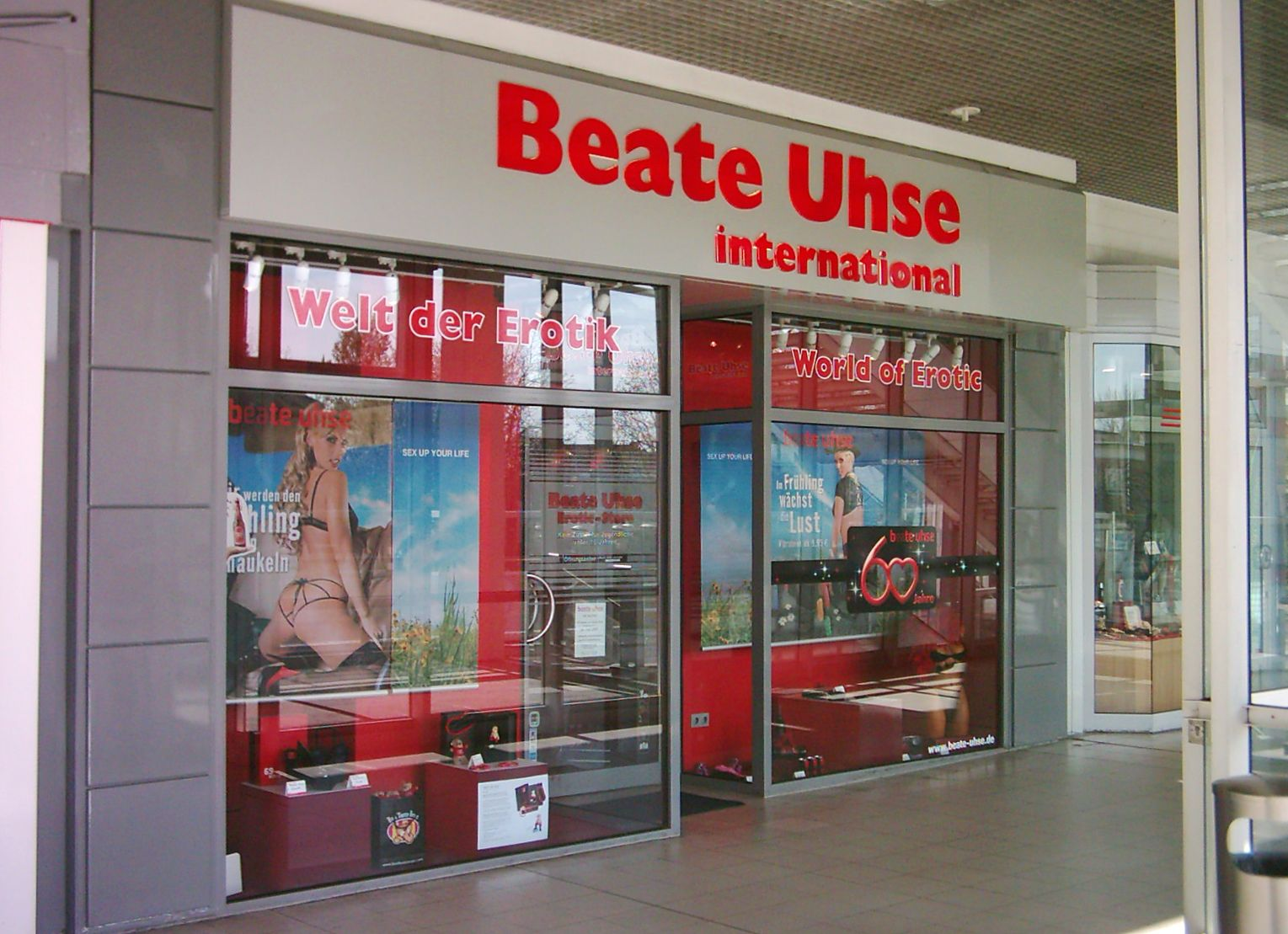
Winkel van Beate Uhse in Hamburg

Omdat na de Tweede Wereldoorlog vliegactiviteiten in Duitsland verboden waren, kon Uhse niet meer als piloot werken. Door een brochure over periodieke onthouding uit te geven, bracht ze een startkapitaal bijeen. In 1951 richtte ze met vier anderen het Versandhaus Beate Uhse op, dat condooms en boeken over seksuele hygiëne verkocht. Tien jaar later had het bedrijf vijf miljoen klanten.
Vervolgens opende ze in 1961 in Flensburg de eerste sekswinkel ter wereld. Tegenwoordig zijn er in Duitsland 52 filialen.
In Berlijn bevindt zich het Beate Uhse Erotic museum; enigszins vergelijkbaar met het Sexmuseum in Amsterdam.

## Nederland

vestiging aan de Kalverstraat in Amsterdam in 1971

In 1971 werd in Nederland in de Amsterdamse Kalverstraat de eerste zelfbedieningssekswinkel met videocabines van Beate Uhse geopend, wat indertijd veel opzien baarde. Deze vestiging verhuisde later naar het Spui onder de naam Christine le Duc, een oorspronkelijk Nederlands bedrijf dat in december 2003 door Beate Uhse werd overgenomen. In Nederland waren er twintig filialen onder de naam Beate Uhse door geheel het land.
In augustus 2017 maakte het noodlijdende Beate Uhse bekend dat het de winkels en webshop van dochterbedrijf Christine le Duc alsmede haar groothandel Scala voor een bedrag van 4,05 miljoen euro verkocht had. Christine le Duc was overgenomen door een groep anonieme Nederlands investeerders en keerde daarmee na jaren onder Duits beheer weer terug als zelfstandig Nederlands bedrijf.
De Beate Uhse Group GmbH is wel verder gegaan met haar eigen merknamen: Pabo in Nederland, Nederlandssprekend België en het Verenigd Koninkrijk; Adam et Eve in Frankrijk en Franstalig België; Beate Uhse in Duitsland. Uiteindelijk mocht dit niet baten en in 2019 werd het faillissement aangevraagd. EDC Retail, onder meer het moederbedrijf van EasyToys, heeft vervolgens de e-commerce-activiteiten overgenomen. Hiermee werd het bedrijf de grootste speler van Europa.